# Atsuyoshi Furuta
Atsuyoshi Furuta (Hiroshima, Prefectura d'Hiroshima, 27 d'octubre de 1952) és un exfutbolista japonès que disputà 32 partits amb la selecció japonesa.